# Pバレー: ストリッパーの道
『Pバレー: ストリッパーの道』（原題: P-Valley）は、2020年から放送されているアメリカ合衆国のテレビドラマシリーズ。ミシシッピ・デルタで働くストリップクラブのダンサーたちの生活を描く。出演はブランディー・エヴァンス、エラリカ・ジョンソンなど。アメリカでは2020年7月12日からStarzで放送が開始された。日本では、アメリカでの放送と同時にSTARZPLAYから日本語字幕・吹き替え版が配信開始された。

## あらすじ
ミシシッピ川の奥まった場所にあるミシシッピ・デルタ、別名ダーティー・デルタ。そこにあるストリップクラブ「ザ･ピンク」で働き始めたオータム･ナイトに予想外の出来事が降り掛かる。

## キャスト
メルセデス
演 - ブランディー・エヴァンス
Uncle Clifford
演 - ニッコ・アナン
Keyshawn / Miss Mississippi
演 - シャノン・ソーントン
unknown
演 - J・アルフォンス・ニコルソン
Gidget
演 - スカイラー・ジョイ
Andre Watkins
演 - パーカー・ソーヤーズ
オータム・ナイト
演 - エラリカ・ジョンソン
Patrice Woodbine
演 - ハリエット・Ｄ・フォイ
Diamond
演 - タイラー・レプリー
Corbin Kyle
演 - ダン・J・ジョンソン

### リカーリング
Mayor Tydell Ruffin
演 - イザイア・ワシントン
the Granmuva of Uncle Clifford
演 - ロレッタ・デヴァイン
Mane
演 - トーマス・Ｑ・ジョーンズ
Wayne Kyle
演 - ジョシュ・ベンチュラ

## エピソード
| シーズン | シーズン | 話数 | 話数 | 放送期間      | 放送期間     |
| シーズン | シーズン | 話数 | 話数 | 初回放送      | 最終回放送   |
| -------- | -------- | ---- | ---- | ------------- | ------------ |
|          | 1        | 8    | 8    | 2020年7月12日 | 2020年9月6日 |

## 製作
2018年11月26日、Starzは本作の製作を発表した。すべてのエピソードで女性監督が起用される予定である。 

## 評価

### 批評
本作は批評家から高い評価を受けている。第1シーズンは、批評集積サイトのRotten Tomatoesに11件のレビューがあり、批評家支持率は100%、平均点は10点満点で8.53点となっている。また、Metacriticには12件のレビューがあり、加重平均値は83/100となっている。 